# Cecil Hotel
Het Cecil Hotel (Arabisch: فندق شتيجنبرجر سيسل) is een viersterrenhotel in Alexandrië aan het Saad Zaghloul-plein bij de corniche.
Het hotel werd in 1929 gebouwd door de familie Metzger, die van Joodse afkomst was. Beroemde persoonlijkheden zoals de schrijver William Somerset Maugham, de Britse politicus Winston Churchill en de Amerikaanse gangster Al Capone hebben in dit hotel gelogeerd. Bovendien is bekend dat dit hotel gebruikt werd door de Britse geheime dienst. Het hotel werd na de Staatsgreep in Egypte in 1952 door de Egyptische regering in beslag genomen. Vijf jaar later werd de familie Metzger het land uitgezet. In 2007 werd het hotel na talloze juridische procedures teruggegeven aan de familie Metzger, die het vervolgens weer aan de Egyptische regering verkocht.
Het Cecil Hotel komt voor in de tetralogie Het Alexandriakwartet van de Britse schrijver Lawrence Durrell en ook in de roman Pension Miramar van Nagieb Mahfoez.
Het hotel behoorde jarenlang tot de Sofitel-keten maar is sinds oktober 2014 aangesloten bij de Steigenberger Hotel Group.

## Afbeeldingen

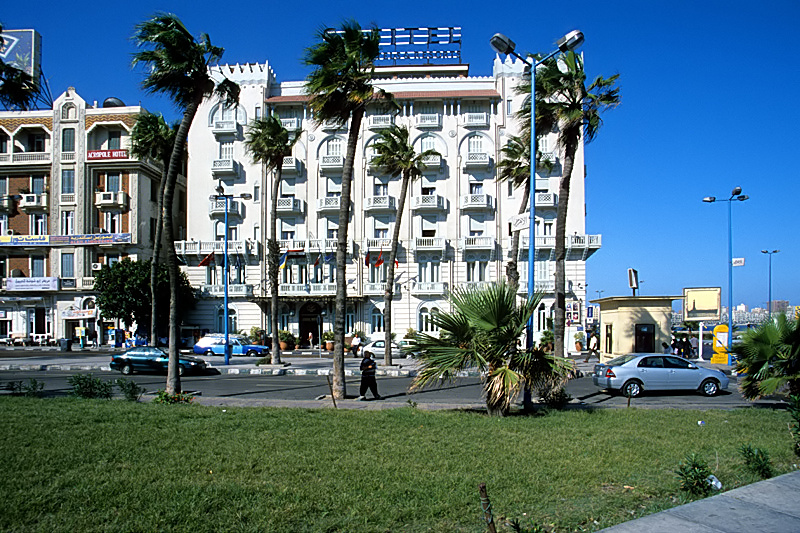
Gebouw
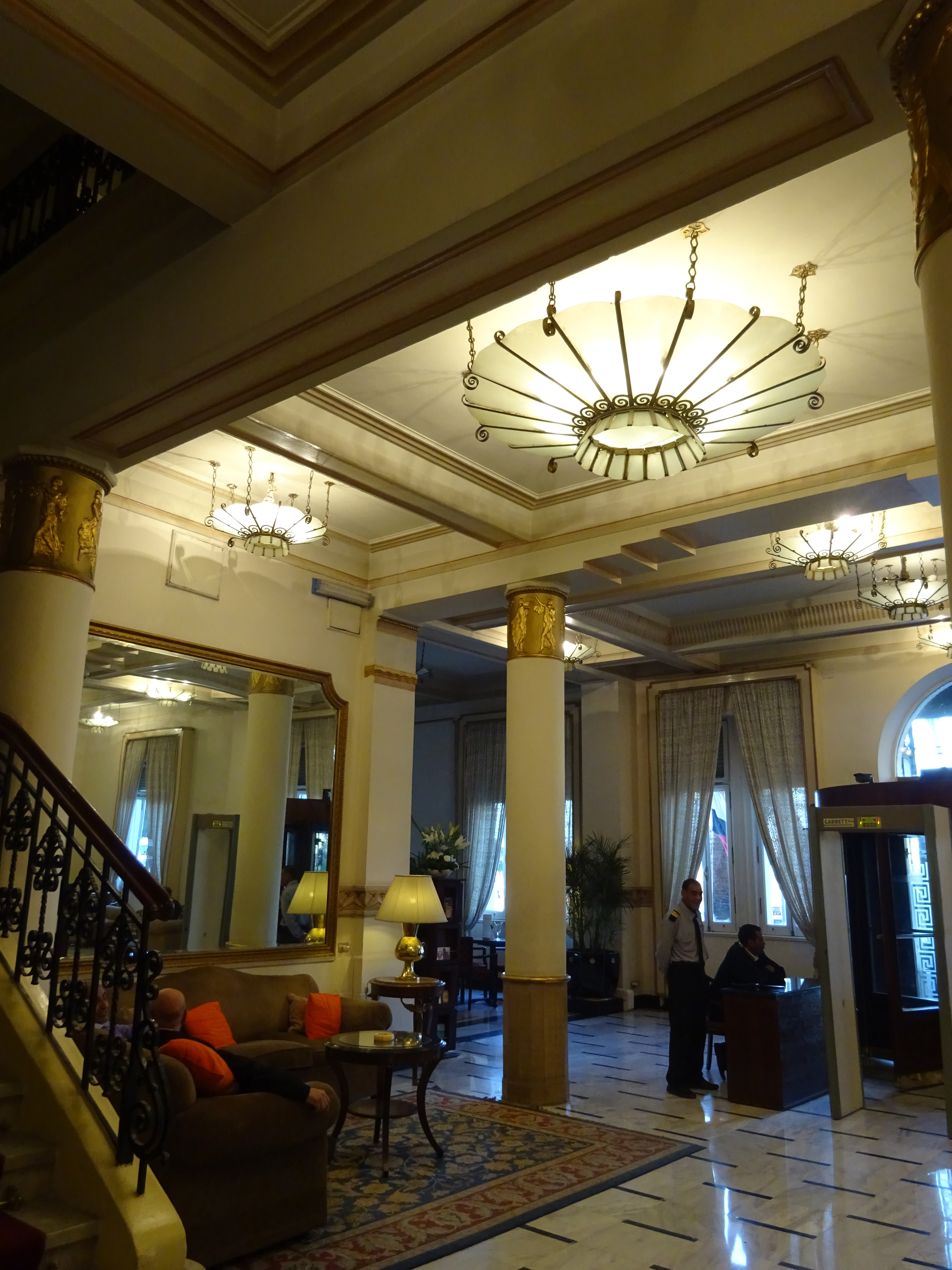
Foyer
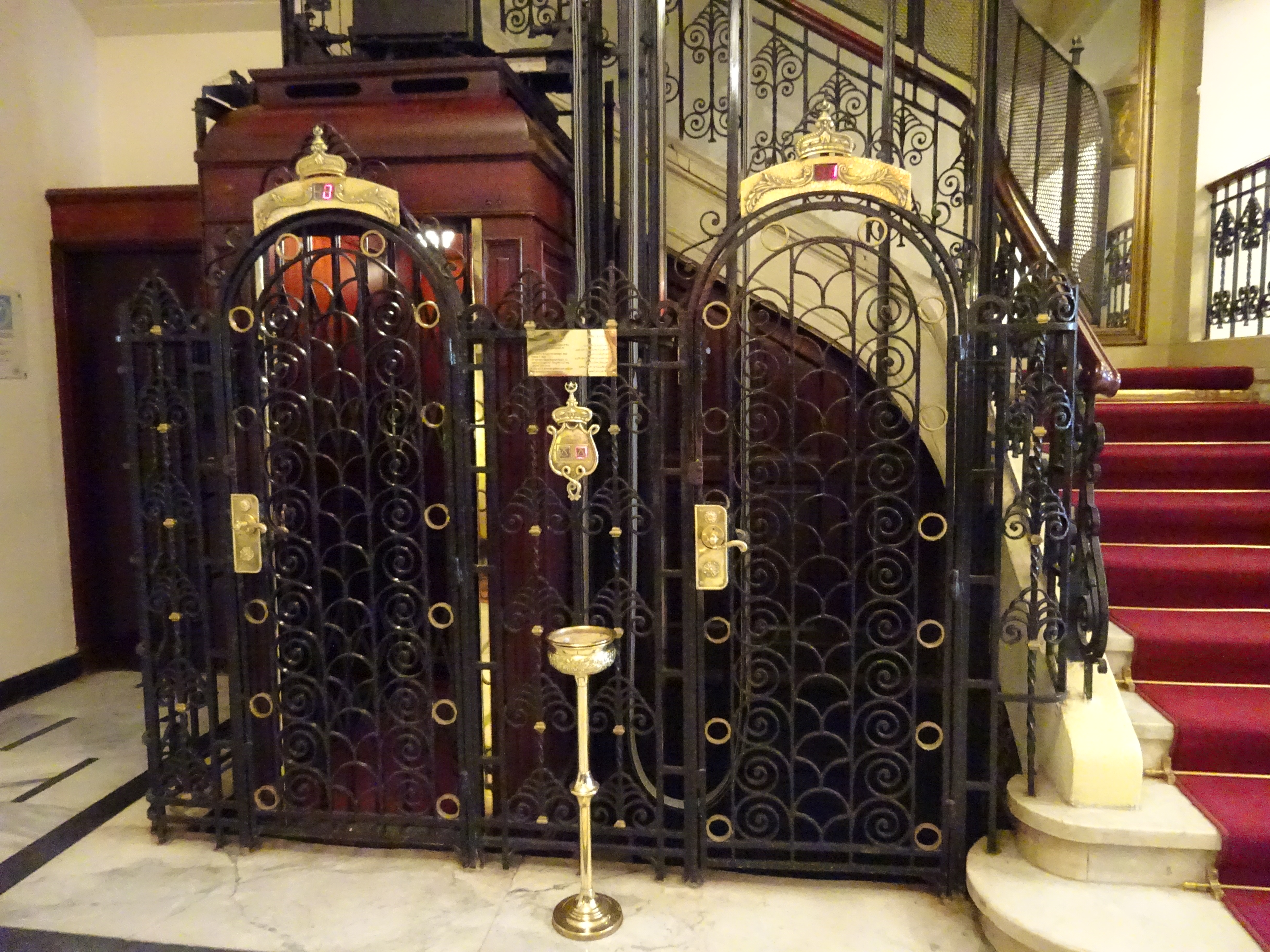
Lift